# Strictosidin-Synthase
Strictosidin-Synthase ist ein pflanzliches Enzym, das die Mannich-artige Kondensation von Tryptamin und Secologanin nach Strictosidin katalysiert. Dies ist ein wichtiger Schritt in der Biosynthese der Indolalkaloide. Das Enzym ist in den Vakuolen der Wurzeln lokalisiert.
Der nächste Schritt im anabolischen Stoffwechselweg von Strictosidin ist die Deglykolysierung durch Strictosidin-Glucosidase und ergibt Cathenamin.
Strictosidin-Synthase besitzt eine molekulare Masse von ungefähr 34 kDa und wurde erstmals 1979 aus Zellkulturen von in Catharanthus roseus isoliert und von Johannes Treimer und Meinhart Zenk an der Ruhr-Universität Bochum beschrieben. Seither wurde das Enzym auch aus anderen Pflanzen der Familie der Hundsgiftgewächse isoliert und das Enzym der Arten Catharanthus roseus, Rauvolfia serpentina und Ophiorrhiza pumila wurde kloniert. Obwohl Strictosidin-Synthase eine hohe Substratspezifität und eine hohe Substrataffinität aufweist (KM von  2,3 mM für Tryptamin und 3,4 mM für Secologanin), toleriert es verschieden substituiertes Tryptophan und Secologanin ebenfalls als Substrate.

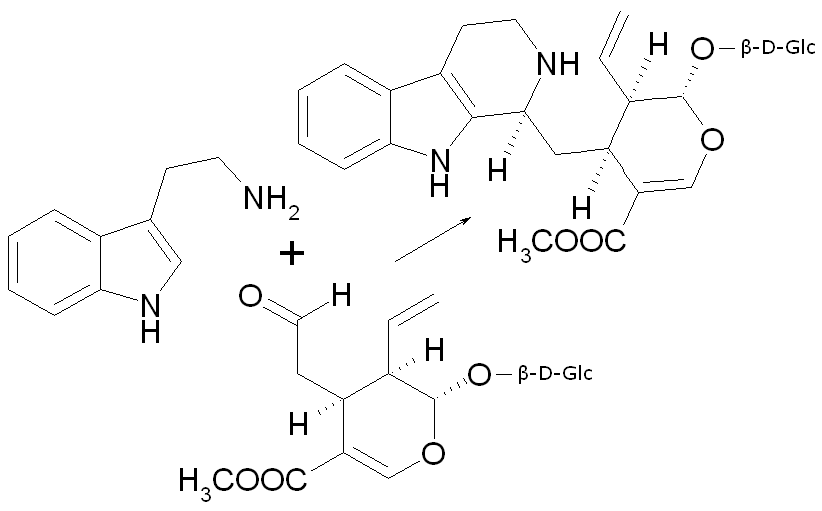
Strictosidin-Synthese: Tryptamin (links), Secologanin (Mitte), Strictosidin (rechts).

Das Enzym gehört in die Klassen der Amin-Lyasen (EC 4.3), welche Kohlenstoff-Stickstoff Bindungen synthetisieren. Das Enzym spielt in der Synthese der Indolalkaloide eine wichtige Rolle, da Strictosidin der Vorläufer von etwa 3000  unterschiedlichen Indol-Terpen-Alkaloiden ist, darunter auch die beiden wichtigen Krebsmedikamente Vincristin und Vinblastin, das Malariamedikament Chinin, der Blutdrucksenker Reserpin und das Antiarrhythmikum Ajmalin.
2006 gelang es Forschern der Johannes Gutenberg-Universität in Mainz, die Struktur des Enzymes aus Rauvolfia serpentina aufzuklären. Dabei lösten die Forscher sowohl die Struktur des nativen Pflanzenproteins als auch die Struktur eines mutierten Proteins. Strukturell handelt es sich bei dem Enzym um einen Beta-Propeller mit einer sechsfachen pseudo-Symmetrieachse. Die sechs Untereinheiten bestehen aus vier antiparallelen Beta-Faltblättern. Das Protein kristallisiert als Dimer, ist jedoch als Monomer aktiv.